# Distretto di Ishikawa (Ishikawa)
Il distretto di Ishikawa (石川郡, Ishikawa-gun?) era uno dei distretti dell'omonima prefettura, in Giappone.
L'11 novembre del 2011, il solo comune che faceva parte del distretto, Nonoichi, ha acquisito lo status di città (市?, shi). A seguito di tale evento il distretto di Ishikawa è stato abolito. A tutto il febbraio del 2011 contava su una popolazione di 51.976 distribuiti su una superficie di 13.56 km², per una densità di 3.830 ab./km².
| Controllo di autorità | VIAF (EN) 254778586 · NDL (EN, JA) 00638953 |